# آب‌نبات دانه کنجد

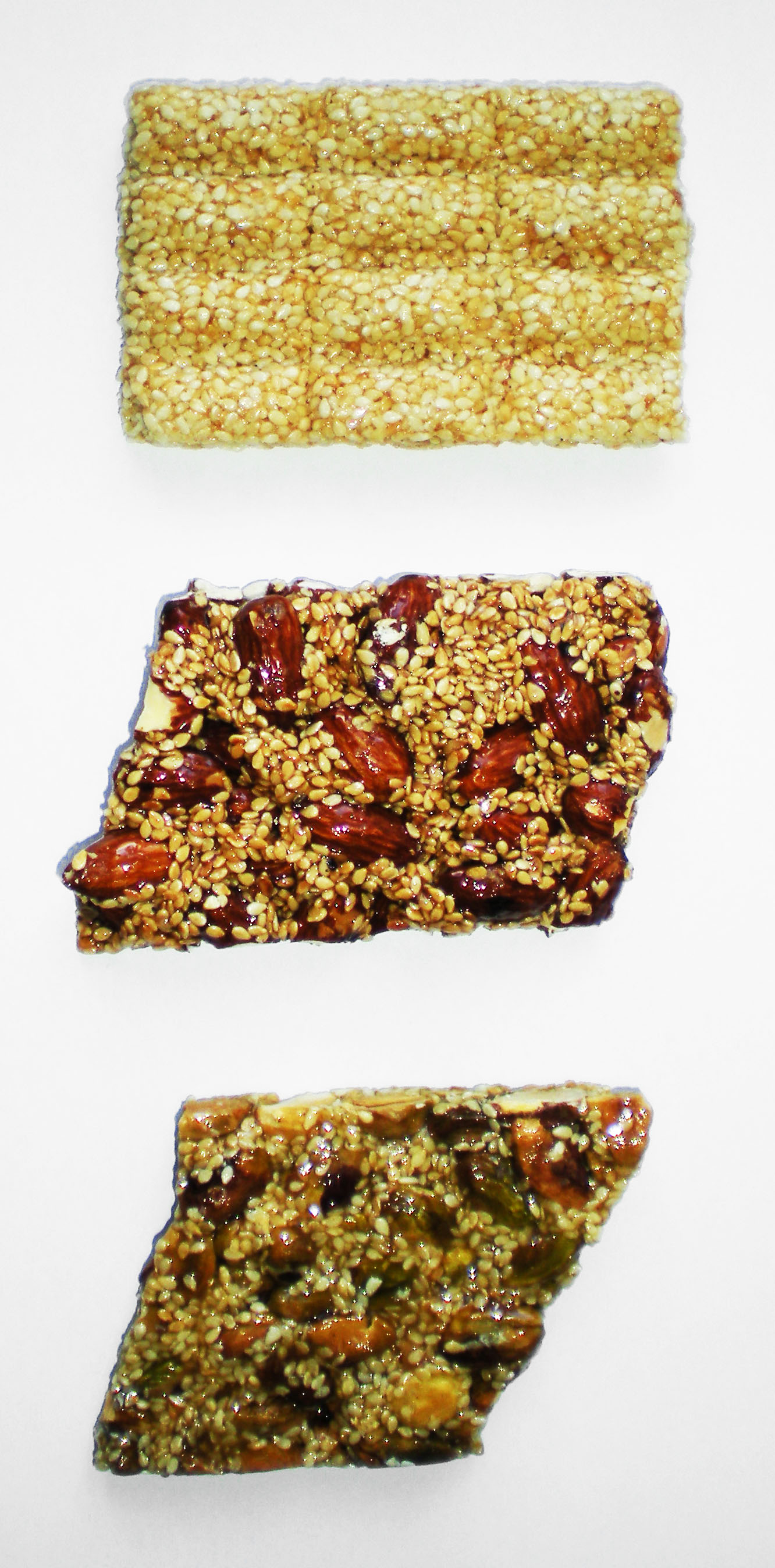
پشت زیک خانگی

آب‌نبات دانه کنجد نوعی شیرینی از دانه‌های کنجد و شکر یا عسل است که در قالب یا توپ فشرده می‌شود. از خاورمیانه تا جنوب آسیا تا شرق آسیا محبوب است.

## در ایران

### مازندران
به نام پِشت زیک شناخته می‌شود و نوعی شیرینی مازندرانی است. عسل یا شکر را با کره روی اجاق کاراملی کرده سپس کنجد را اضافه می‌کنند. بعد آن را روی سینی ریخته و برش می‌دهند. پشت زیک جزو شیرینی‌های جشن نوروز می‌باشد.

### کردستان
شیرینی کنجدی یکی از شیرینی‌های محلی استان کردستان، تفاوت آن با شیرینی گزانگبین یا گزو همان‌طور که از اسمش برمی‌آید، استفاده از شکر به جای شهد گزانگبین است. شکری که کاراملی می‌شود و همان غلظت و شکل شهد انگبین را برای پخت این شیرینی ایجاد خواهد داد.